# 黑海豚監獄
奧倫堡州俄羅斯聯邦監獄管理局第六號勞教所（簡稱：俄语：），俗稱黑海豚監獄（羅馬化：Chyorny delʹfin），原名內務人民委員部第二號監獄，是俄羅斯奧倫堡州索利-伊列茨克的一所監獄，鄰近俄哈邊境。該監獄是俄羅斯最古老的監獄之一，也是奧倫堡州最早接收無期徒刑囚犯的監獄之一。“黑海豚監獄”這一俗稱來自於主入口前的一座由囚犯建造的黑色海豚雕塑。

## 歷史沿革
黑海豚監獄至少從1745年起即被用於關押被判處終身苦役的人。該監獄於1773年普加喬夫起義被鎮壓後進行了更新，用於關押強盜和因起義而遭流放者。現今，該監獄關押著大約700名俄羅斯最高級別的重刑犯，包括兒童性虐待犯、恐怖分子、食人者和連環殺人犯等。黑海豚監獄中的囚犯於2000年11月1日開始陸續被關押進此地，且均為無期徒刑犯。
德國女演員卡羅拉·內爾於1942年在此監獄去世。

## 運作情況
黑海豚監獄中的每間牢房均配備有三扇鋼門，且所有囚犯均受到24小時監視和管制。所有囚犯每天從起床到就寢的約16小時時間內必須保持站立，不得休息或上床。監獄內的獄警每天會花費約一個半小時的時間搜查每間牢房，以防止犯人私藏違禁品，而這段時間裡犯人被允許在一個露天的鐵籠裡進行室外活動。當獄警向犯人發出命令時，犯人必須回答「是，先生」。每隔15分鐘就會有獄警巡視一次牢房，以確保囚犯沒有違規行為。囚犯每天喝四次湯，其他時間只允許閱讀書籍、報紙和收聽收音機。
所有被押入此處的囚犯以及需要被押至監獄內其他建築物的囚犯均會被獄警用眼罩蒙上眼睛，以免其窺視監獄佈局，進而繪製監獄地圖或計劃越獄。除此之外，在押解過程中，獄警會將囚犯用手銬銬住，並強制其彎腰並把雙手放在背後高於臀部的位置。這種護送策略可以實現對囚犯最大程度的控制，同時使囚犯無法看到周圍的環境，以防止其逃跑或攻擊監獄工作人員。

## 外部鏈接
- . fsin.su. 俄羅斯聯邦監獄管理局. （原始内容存档于2012-05-11） （俄语）.
- . natgeotv.com/asia. National Geographic. （原始内容存档于October 26, 2011）.